# ليو جين
ليو جين (بالإنجليزية: Leo Genn)‏ هو عسكري وممثل بريطاني، ولد في 9 أغسطس 1905 بلندن في المملكة المتحدة، وتوفي بنفس المكان في 26 يناير 1978 بسبب ذات الرئة ونوبة قلبية.

## أعمال

### أفلام
- (1944) هنري الخامس
- (1948) بيت الأفعى
- (1951) الوضع الراهن
- (1962) أطول يوم[6][7]

## ترشيحات
- جائزة الأوسكار لأفضل ممثل مساعد، عن عمل: الوضع الراهن (1951)

## وصلات خارجية
- ليو جين على موقع IMDb (الإنجليزية)
- ليو جين على موقع ألو سيني (الفرنسية)
- ليو جين على موقع ميوزك برينز (الإنجليزية)
- ليو جين على موقع تيرنر كلاسيك موفيز (الإنجليزية)
- ليو جين على موقع أول موفي (الإنجليزية)
- ليو جين على موقع قاعدة بيانات برودواي على الإنترنت (الإنجليزية)
- ليو جين على موقع قاعدة بيانات الأفلام السويدية (السويدية)
- ليو جين على موقع إن إن دي بي (الإنجليزية)
- ليو جين على موقع ديسكوغز (الإنجليزية)
- ليو جين على موقع قاعدة بيانات الفيلم (الإنجليزية)